# Atsuko Takahata
Atsuko Takahata (高畑 淳子, Takahata Atsuko) est une actrice et seiyū japonaise née le 11 octobre 1954 à Zentsūji au Japon.

## Rôles notables

### Live-action

#### Drama
- Kyojuu Tokusou Juspion (1985) - Space Witch Gilza
- Kamen Rider Black RX (1988) - Maribaron
- Special Rescue Police Winspector (1990) - Calra/Miyuki Fukano (épisode 27)
- Special Rescue Exceedraft (en) (1992) - Hidemi Takeuchi (épisode 6)
- Tokusou Robo Janperson (en) (1993) - Reiko Ayanokouji
- Kinpachi-sensei (en) (1995) - Kazumi Honda
- Shiroi Kyotō (2003) - Masako Azuma
- 14 Sai no Haha (2006) - Haruko Matoba
- Atsuhime (2008) - Honjuin
- Mother (2010) - Toko Suzuhara
- Kyō wa Kaisha Yasumimasu. (en) (2014) - Mitsuyo Aoishi
- Dr. Rintarō (en) (2015) - Ruriko Aizawa
- Sanada Maru (2016) - Kaoru

#### Film
- Ring Ø: Birthday (2000) - Kaoru Arima
- Spring Snow (en) (2005) - H.R.H Tohin-nomiya
- Les Hommes du Yamato (2005) - Tsune Tamaki
- Usagi Drop (en) (2011) - Yumiko Sugiyama
- Always Sanchōme no Yūhi '64 (en) (2012) - Natsuko

### Anime
- Comme les nuages, comme le vent... (Tamyūn)
- X1999 (Kanoe)
- Magic Knight Rayearth (Debonair)
- Twilight of the Dark Master (Takamiya)
- Iczer Reborn (en) (Neos Gold)

### Doublage
- Air Force One (Vice président Kathryn Bennett (Glenn Close))

## Honneurs
- Médaille au ruban pourpre (2014)